# قایق موشک‌انداز جوشن یک
| جوشن یک              | جوشن یک                              |  |
| -------------------- | ------------------------------------ |  |
|                      |                                      |  |
| اطلاعات کلی          |                                      |  |
| نوع کشتی             | قایق تندرو تهاجمی موشک‌انداز و توپ‌دار |  |
| کلاس                 | کلاس سینا (کمان)                     |  |
| کشور سازنده          | ایران                                |  |
| مشخصات               |                                      |  |
| طول کشتی             | ۴۷ متر                               |  |
| پهنای بدنه           | ۷٫۱ متر                              |  |
| ارتفاع ستون          | ۱.۹ متر                              |  |
| بارگیری استاندارد    | ۲۴۹تن                                |  |
| حداکثر ظرفیت بارگیری | ۳۰۰ تن                               |  |
| تعداد خدمه           | ۳۱ نفر                               |  |
| سرعت                 | ۳۵ گره دریایی (۶۵ کیلومتر بر ساعت)   |  |
| جنگ‌افزارها           |                                      |  |
| توپخانه              | ۱ توپ ۷۶ میلیمتری اوتومرالا (فجر ۲۷) |  |
| سیستم موشکی          | ۴ لانچر برای موشک نور (سی-۸۰۲)       |  |
| توپخانه ضدهوایی      | ۱ توپ اتوماتیک ۴۰ میلیمتری           |  |
| سایر جنگ افزارها     | دو تیربار سنگین ۱۲.۷ میلی‌متری دوشکا  |  |
| سرنوشت               |                                      |  |

قایق موشک انداز جوشن یک  یک قایق موشک‌انداز کلاس سینا می‌باشد که بر اساس قایق‌های موشک‌انداز کلاس کمان ساخته شده است. کلاس کمان یک کلاس فرانسوی (Combattante 2) از قایق‌های موشک‌انداز است که نیروی دریایی ایران ۱۲ فروند از آن را بین سال‌های ۱۳۵۶ تا ۱۳۶۰ از فرانسه دریافت کرد. این کشتی در دانشگاه دریایی امام خمینی نوشهر ساخته و در سال ۱۳۸۶ در سواحل دریای خزر در اختیار نیروی دریایی ارتش جمهوری اسلامی ایران قرار گرفت.

## ویژگی‌ها
منابع ایرانی مدعی شده‌اند که جوشن به سرعت بیش از ۴۵ گره دریایی می‌رسد و حتی از قایق‌های مشابه کشورهای دیگر سریع‌تر است. اما منابع غربی سرعت ۳۵ گره دریایی را برای این شناورها تایید کرده‌اند.

## نام گذاری
این قایق موشک‌انداز به یادبود قایق موشک‌انداز جوشن که در عملیات آخوندک توسط نیروی دریایی ایالات متحده در سال ۱۹۸۸غرق شد، نام‌گذاری شده‌است.